# Cesar Zuiderwijk
Cesar Zuiderwijk, né le 18 juillet 1948 à La Haye aux Pays-Bas sous le nom de Cornelis Johannes Zuiderwijk, est un musicien néerlandais qui est depuis 1970 le batteur du groupe de hard rock Golden Earring, « le groupe de rock le plus ancien et le plus couronné de succès que les Pays-Bas aient jamais produit », surnommé les « Hollandais Volants ».

## Carrière

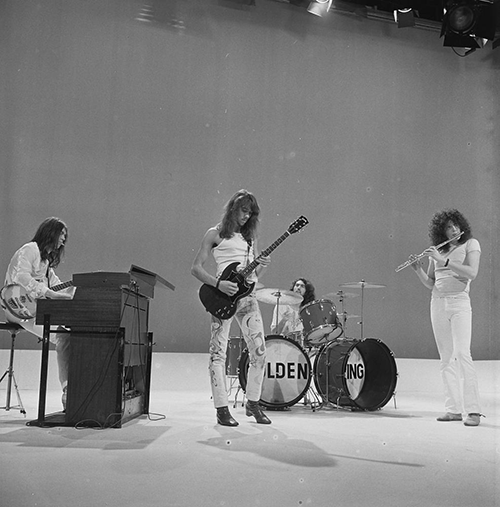
Golden Earring à l'émission TopPop en 1971, avec Cesar Zuiderwijk dans le fond.

### Musicien

#### Débuts
Cesar Zuiderwijk commence à jouer de la guitare à l'âge de douze ans. Ce n'est que deux ans plus tard qu'il commence à jouer de la batterie. Son père étant mort dans l'intervalle, Zuiderwijk expliquera plus tard que la batterie était pour lui la meilleure façon d'exprimer son agressivité refoulée.
Il joue ensuite de la batterie successivement avec les groupes The Ladybirds, Hu & The Hilltops et Livin' Blues.

#### Batteur de Golden Earring
En 1970, le groupe Golden Earring demande à Cesar Zuiderwijk de remplacer le batteur Sieb Warner, qui avait lui-même remplacé Jaap Eggermont en 1969.
Zuiderwijk semble être le complément idéal au trio constitué par George Kooymans, Barry Hay et Rinus Gerritsen : si l'on excepte deux line-ups temporaires à cinq, avec respectivement Robert Jan Stips et Eelco Gelling, le groupe consiste depuis 1970 en ce quatuor.
Zuiderwijk ajoute aux concerts un solo de batterie toujours plus long, qu'il termine en sautant par-dessus sa batterie : ses « soli de batterie valent à eux seuls le déplacement et constituent un moment phare dont chacun attend fébrilement la fin pour le voir, d'un bond magistral, planer au-dessus de ses fûts et atterrir sur le devant de la scène, cascade qui vaudra à Golden Earring l'appellation de « Hollandais Volants ». ».
Avec son arrivée apparaît le line-up classique du groupe. L'album Golden Earring - surnommé Wall Of Dolls par les fans - qui sort cette année-là, montre que Cesar Zuiderwijk est en effet la pièce manquante du puzzle. Son jeu virtuose et énergique s'accorde parfaitement avec la sonorité ciselée du nouveau style du groupe.

Golden Earring à l'émission TopPop en 1974
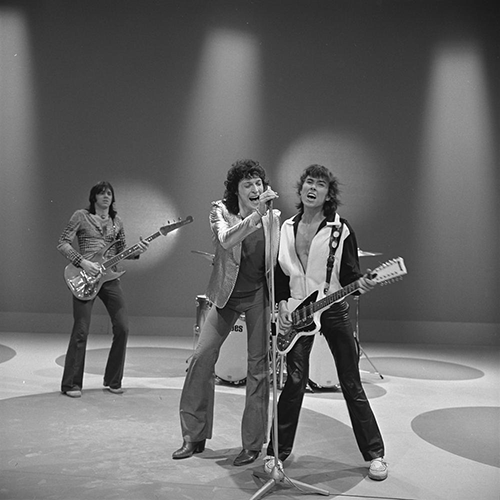
Rinus Gerritsen, Barry Hay et George Kooymans.
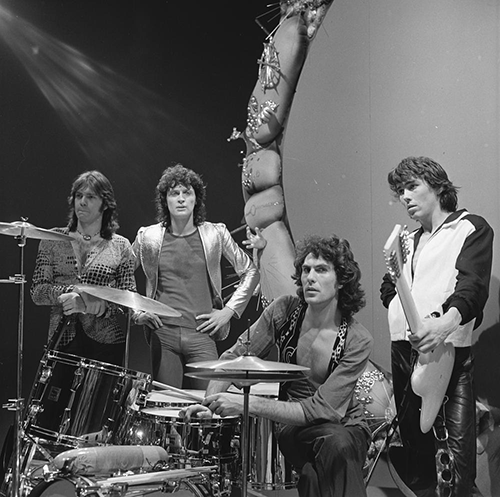
Rinus Gerritsen, Barry Hay, Cesar Zuiderwijk et George Kooymans.

### Professeur de musique
Cesar Zuiderwijk est également actif en tant qu'enseignant. Il réalise un de ses rêves en septembre 1992 lorsqu'il réunit sur un ponton flottant au bord de la Meuse à Rotterdam 1 000 batteurs avec lesquels il interprète le fameux hit de Golden Earring, Radar Love,. En septembre 2018, il réussit un exploit similaire en dirigeant 2 000 batteurs sur la plage de Scheveningen à La Haye lors d'un événement appelé « 2000 Drummers aan Zee »,,.
En 1999, il est invité par l'organisation War Child pour donner, dans la ville bosniaque de Mostar, des cours de batterie aux enfants traumatisés par la guerre.

### Autres activités
En 1985, Rinus Gerritsen et Cesar Zuiderwijk fondent le magasin de musique Rock Palace à La Haye. Ce magasin, établi dans la Torenstraat, devient le rendez-vous des musiciens de la ville.

## Distinction
En 2007, le batteur reçoit le prix de la Culture de la Ville de La Haye (Cultuurprijs van de Stad Den Haag), qui consiste en un trophée et une somme de 25 000 euros.

## Vie privée
Zuiderwijk fut marié de 1994 à 2001 avec Marianne Vreewijk. Il a deux enfants.
En 1985, il fait la une de l'actualité lorsque la police trouve une arme à feu dans sa maison après un cambriolage : Zuiderwijk l'aurait ramenée illégalement cachée dans sa batterie plusieurs années auparavant après une tournée américaine. Il est condamné pour cela à un mois de prison.